# Stegomyrmex connectens
Stegomyrmex connectens är en myrart som beskrevs av Carlo Emery 1912. Stegomyrmex connectens ingår i släktet Stegomyrmex och familjen myror. Inga underarter finns listade i Catalogue of Life.